# César García Menéndez
César García Menéndez (Avilés, 27 de agosto de 1999) es un futbolista español que juega como extremo en el Club Marino de Luanco de la Segunda Federación.

## Trayectoria
Nacido en la ciudad asturiana de Avilés. Formado en las categorías inferiores del Navarro Club de Fútbol y del Real Avilés, con el que llegaría a debutar con dieciséis años en Tercera División. En su último año de juvenil se marcha al Real Sporting de Gijón, club en el que ya había militado en su fútbol base. El 22 de agosto de 2018 al terminar su etapa juvenil sale cedido al Marino de Luanco de la Tercera División desde el filial del Sporting por una temporada.
Al volver de su cesión, el 5 de noviembre de 2019 renueva su contrato con el club gijonés hasta 2022. Debutaría con el primer equipo el 17 de diciembre de ese año, entrando como sustituto de Carlos Carmona en una derrota por 1-2 frente al Zamora C. F. en la Copa del Rey.
Su estreno en liga, sería 12 de noviembre de 2021, entrando como sustituto de Berto González en una derrota por 0-1 frente a la Real Sociedad "B" en la Segunda División. Llegaría a jugar un total de ciento cinco minutos con el primer equipo rojiblanco, divididos en tres partidos de Copa del Rey y otros tantos de competición liguera.
El 16 de julio de 2022, firma por el Algeciras Club de Fútbol de la Primera Federación. Tras media temporada en la que sólo consigue empezar de titular dos partidos de los nueve que disputa, sin completar el tiempo reglamentario en ninguno de ellos; el club algecireño y el jugador rescinden su vinculación contractual el 20 de enero de 2023. Ese mismo día se anuncia por parte del Real Avilés su regreso al club, firmando al jugador hasta final de la temporada en curso.
Tras no renovar con los realavilesinos, el 1 de julio de 2023, el Club Marino de Luanco confirma oficialmente su fichaje.

## Clubes
| Club                         | País   | Año       |
| ---------------------------- | ------ | --------- |
| Real Sporting de Gijón "B"   | España | 2018-2022 |
| C. Marino de Luanco (cedido) | España | 2018-2019 |
| Algeciras C. F.              | España | 2022-2023 |
| Real Avilés C. F.            | España | 2023      |
| C. Marino de Luanco          | España | 2023      |